# 莫斯科铁路局
莫斯科铁路局（俄語：Московская железная дорога，羅馬化：Moskovskaya zheleznaya doroga，简称）是俄罗斯铁路股份公司属下的铁路管理局之一，总部设于莫斯科，主要负责管辖俄罗斯联邦中央联邦管区的铁路系统，包括布良斯克州、卡卢加州、库尔斯克州、奥廖尔州、梁赞州、斯摩棱斯克州、图拉州的全部铁路，以及莫尔多瓦共和国、别尔哥罗德州、弗拉基米尔州、利佩茨克州、莫斯科州和联邦直辖市莫斯科的大部分铁路。